# 福永修
福永 修（ふくなが おさむ、1970年12月6日 - ）は、日本のラリードライバー、株式会社OSAMU-FACTORY代表取締役。京都府出身。

## 来歴
元々はバイク乗りであり、二輪の世界でレーサーを目指していたが、峠での大型バスとの接触事故により右手を複雑骨折し握力が低下。二輪レーサーの夢を諦め四輪へ転向した。
ダートトライアルに参戦していた兄の影響で、1989年、19歳でJAF公認近畿ダートトライアルジュニア選手権に参戦。1991年には同選手権のAⅢクラスでシリーズ2位、ウエスタンシリーズの同クラスではシリーズチャンピオンを獲得する。しかし、資金面の問題から一度参戦を休止し、会社勤めを経て23歳の時にモータースポーツショップの『OSAMU FACTORY』を立ち上げる。
1996年に競技に復帰し、1997年、JAF近畿・中部ラリー選手権Bクラス参戦よりラリーへ転向。2004年には初開催の世界ラリー選手権（WRC）ラリージャパンに参戦し、以降北海道での開催が終了した2010年まで毎シーズン参加していた。2014年にはラリーGBにもスポット参戦している。
1999年から2025年現在まで全日本ラリー選手権に参戦し、2017年の若狭ラリーで念願の最高クラスでの優勝を果たしている。
2019年にシュコダ・ファビアのグループR5車両を購入。規則と法律の壁に阻まれ参戦を一時諦めた一幕もあったが、2021年に規則改定で参戦が認められるようになると頭角を表すようになり、ターマックで3連勝するなどして中盤までシリーズを支配した。しかしRJ車両ながらワークス体制でマシン開発を勧めていた勝田範彦の追い上げを許し、惜しくもタイトル獲得には至らなかった。なお2020・2021年と、ラリージャパンのリハーサルイベントである『セントラルラリー』にもファビアR5で参戦している。
2022年にはWRCのラリー・クロアチアにもスポット参戦。マシンは新型のファビア ラリー2。霧と雨に見舞われたSS1で早速クラッシュしてデイリタイアを喫するが、再出走して走りきった（総合53位）。なおデイリタイアの際、言語的な問題もあってパルクフェルメにマシンを入れて手続きをせずに自チームのサービスで修復作業を行ってしまうという規則違反があり、今回がWRC初参戦ということで情状酌量をもらったものの、戒告と14万円相当の罰金を課されている。
ラリー参戦の一方で自身が設立したショップの『株式会社OSAMU-FACTORY』を京田辺市で経営しており、モータースポーツ参戦車両の制作やオリジナルパーツの販売に加え、「アクティブクラッチ」と名付けた身体障害者でもMTの自動車の運転が可能な機構の開発も行っている。また、地元の京都府内で自動車関連の活動を精力的に行っており、安全運転の啓蒙活動『セーフティドライビングフェスタ』や町おこしラリー大会『やましろのくにラリー　in宇治田原』を開催したり、オフロードモータースポーツのイベントである城陽スーパージャンプエクストリームの実行委員長を務めたりしている。自身のYouTubeチャンネルでの情報発信も積極的に行っている。
2023年11月、WRC最終戦フォーラム8ラリージャパンにて、50歳以上を対象とした“WRCマスターズカップ”で優勝。コ・ドライバーは齊田美早子。城陽市長表敬訪問も実施された。
2023年、ラリードライバーとして長年活動してきた経験を活かし、競国内のラリー競技振興を目的とするJAF加盟団体「JRCA（Japan Rally Championship Association）」の会長就任。同団体は、全日本ラリー選手権の競技者・主催者・メディア関係者が連携してラリー文化の普及や競技環境の改善を目指して設立された組織であり、福永はそのリーダーとして、若手育成・安全啓発・ファン層の拡大など多岐にわたる活動に取り組んでいる。

## 世界ラリー選手権（WRC）
主要なWRC出場記録です。
| 年度 | ラリー名                                             | 車種                          | 成績・クラス                                                                      |
| ---- | ---------------------------------------------------- | ----------------------------- | --------------------------------------------------------------------------------- |
| 2010 | Rally Japan                                          | Suzuki Swift S1600            | DNF（リタイア）                                                                   |
| 2014 | Wales Rally GB                                       | 三菱ランサーエボリューション9 | DNF                                                                               |
| 2022 | Rally Croatia Ypres Rally Belgium Forum8 Rally Japan | Skoda Fabia Rally2 evo        | クロアチア49位／WRC2；イエプレス63位／WRC2；Rally Japan30位／WRC2 Masters Cup 2位 |
| 2023 | Central European Rally                               | Skoda Fabia RS Rally2         | DNF                                                                               |
| 2023 | Forum8 Rally Japan                                   | Skoda Fabia Rally2 evo        | 総合11位（WRC Masters Cup1位、WRC2 Challenger3位、RC2クラス4位）                  |
| 2024 | Rally Japan                                          | Skoda Fabia Rally2 evo        | 総合17位（Masters Cup3位）                                                        |
| 2025 | カナリア諸島ラリー                                   | Skoda Fabia RS Rally2         | Masters Cup 3位表彰台獲得（ステージタイム2回）                                    |

## 社会貢献・啓発活動
視覚障害者と晴眼者が共に参加できるユニバーサルモータースポーツ「ブラインドラリー」の主催・推進者でもある。ブラインドラリーは、視覚障害者や晴眼者がアイマスクを装着してドライバーを務め、助手席のコ・ドライバー（晴眼者または同乗支援者）が指示と緊急時の補助ブレーキ操作を担う競技形式で、コースに沿って正確に走行し、タイムを競うものである。この競技は「目が見えなくてもラリーに参加できる」ことを実証するユニバーサルスポーツとして注目され、障害の有無に関わらずチームで挑戦することを目的としている。